# Lichtgestaltung (Film)
Die Lichtgestaltung bezeichnet beim Film und Fernsehen die künstlerische Ausleuchtung. Bei Filmaufnahmen in ungünstigen Lichtverhältnissen werden in der Regel künstliche Leuchtmittel verwendet. Eine ausgewogene Beleuchtung ist Bedingung für ein ansprechendes und technisch einwandfreies Bild. Die Lichtgestaltung ist außerdem ein wichtiges dramaturgisches Stilmittel, es beeinflusst erheblich die Rezeption des Zuschauers.

## Standardbeleuchtung
Siehe hierzu den Artikel Lichtführung, da sich die Ausführungen auch größtenteils mit der Foto-Praxis decken.

## Fotografische Stile (Beleuchtungsstile)
Beleuchtung dient nicht nur der technischen Notwendigkeit; durch die Variation der Lichtquellen in Menge, Richtung und Intensität lässt sich auch eine Bildsprache vollziehen, die die Rezeption der Szene und die Intention der Dramaturgie erheblich unterstützt. Dieser variierte Lichteinsatz wird meist schon durch die Scheinwerfer am Set realisiert; häufig sind aber auch postproduktive Lichtveränderungen etwa per Computer möglich. Bekanntestes Beispiel hierzu ist die Day-for-Night-Methode.
Man unterscheidet in Anlehnung an die Schwarzweißfotografie zwischen drei Stilen der Lichtgestaltung:

### Low-Key-Beleuchtung
Low-Key-Beleuchtung ist eine vor allem im Film noir eingesetzter Beleuchtungsstil, bei der große Teile des Bildes dunkel bleiben und Schatten eine große Rolle spielen.
Die Dunkelheit wird meist in dem fast komplett zu dunkel ausgeleuchteten Bild durch eine Weiß-Referenz verstärkt. Dieser weiße Punkt im Bild ist oft eine Reflexion und dient dazu, dass sich das Auge nicht an die Dunkelheit gewöhnt, und die Szene dann nicht mehr als Dunkel/Düster bezeichnet wird.

### Normalstil
Bei einer normalen Lichtgestaltung wird eine natürliche Sehgewohnheit suggeriert, d. h., es gibt eine ausgewogene Hell/Dunkel-Verteilung. Der Normalstil ist von daher nahezu äquivalent mit der Standardbeleuchtung.
Dieser Beleuchtungsstil, der am häufigsten eingesetzt wird, schafft eine realistische, naturalistische Atmosphäre.

### High-Key-Beleuchtung
Bei diesem Beleuchtungsstil erscheint die Szene gleichmäßig (ohne Schatten) bis gar übermäßig hell.
High-Key wird zur Vermittlung von einer optimistischen bis enthobenen Grundstimmung eingesetzt (z. B. bei Komödien oder Seifenopern).

## Logische vs. dramatische Lichtgestaltung
Wie bei vielen anderen filmtechnischen Maßnahmen ist auch bei der Lichtgestaltung zu bedenken, dass eine Einstellung nicht notwendigerweise realistisch die tatsächlichen Bedingungen der Szene einzufangen versucht bzw. einfangen kann. So sind Szenen, die angeblich nur eine Kerze als natürliche Lichtquelle haben, oft weitaus heller, als dies in Wirklichkeit der Fall wäre. Dem Empfinden der Zuschauer nach gibt es dennoch weitestgehend „natürlich“ beleuchtete Szenen.
Gleichzeitig gibt es aber absichtliche Verstöße, um eine Szene ins rechte Licht zu rücken, das heißt, es wird keine Rücksicht auf natürliche Lichtquellen genommen. Dies spiegelt sich zum Beispiel wider, wenn der Schattenwurf anders ist, als die szenisch präsentierte Sonne als natürliche Lichtquelle es zulassen könnte. In solchen Fällen geht also die Dramatik vor der Logik. Aus der Theatertradition des Rampenlichts ist zum Beispiel die Beleuchtung von unten hervorgegangen.
Logische Lichtgestaltung ist ferner nur in bestimmten Fällen mit dem oben ausgeführten Normalstil gleichzusetzen, da beispielsweise auch eine spärlich ausgeleuchtete Höhle mit vielen Schatten lichttechnisch durchaus logisch erscheint. Low-Key (in diesem Fall) und High-Key haben also nicht nur dramatische Gründe.

## Narrative Funktion der Lichtgestaltung
Diese Funktion wird dadurch ermöglicht, dass Licht – wie bereits bei High- und Low-Key angedeutet – Stimmungen schaffen und zur Charakterisierung der handelnden Figuren eingesetzt werden kann. Hier kommt es nicht nur auf das Weltwissen der Zuschauer über Licht und Schatten an, sondern auch auf das narrative Wissen über die Geschichten, die mit bestimmten Lichtarten verbunden sind. Hell erleuchtete Orte und sonnenbestrahlte Landschaften verbindet der Mensch mit Freundlichkeit und Übersichtlichkeit, da nichts darauf hindeutet, dass etwas verborgen sei. Während Helligkeit ganz klar definiert positiv erscheint, hat Dunkelheit immer eine doppelte Bedeutung. Einerseits können z. B. dunkle Gassen und spärlich beleuchtete Räume etwas Unheimliches, Gefährliches verbergen, andererseits kann die Dunkelheit genauso gut Schutz vor Verfolgern bieten.